# Lee Young
Leonidas Raymond "Lee" Young (New Orleans, 7 maart 1914 - Los Angeles, 31 juli 2008) was een Amerikaanse jazz-drummer. Hij was een jongere broer van saxofonist Lester Young.
Young was de zoon van een muzikant die in minstrel shows, carnivals en circussen actief was. Pa nam zijn zoons mee, zij deden onder meer een dansact en kregen ondertussen van pa muziekles. Lee Young begon op de trombone, later stapte hij over op de drums. Lester koos voor de saxofoon. Nadat het gezin zich rond 1928 in Los Angeles had gevestigd, speelde Young  bij Mutt Carey, Paul Howard, Buck Clayton (rond 1936), Ethel Waters, Eddie Barefield, Les Hite en Lionel Hampton. Ook werkte hij met Fats Waller, waarmee hij zijn eerste opnames maakte. Hij was studiomuzikant bij Columbia Pictures in Hollywood, de eerste 'zwarte' muzikant die daar in vaste dienst was. Daarnaast had hij begin jaren veertig een eigen groep waarin ook zijn broer Lester Young actief was, met deze band begeleidde hij Billie Holiday. Hij speelde mee tijdens het eerste Jazz at the Philharmonic-concert in 1944. Vanaf 1953 werkte hij bij Nat King Cole als muzikaal leider en drummer in diens trio, tot begin jaren zestig. In de jaren vijftig acteerde hij ook in televisiefilms en onder meer de film "St. Louis Blues". Na zijn tijd bij Cole werd hij actief als A & R-manager en producer bij de platenlabel Vee-Jay Records en ABC-Dunhill, in 1978 werd hij vicepresident bij Motown (tot 1983).
Young is te horen op opnames van onder meer Lionel Hampton, Lightnin' Hopkins, Ella Mae Morse en Dean Martin.